# Bättwil
Bättwil ist eine politische Gemeinde im Bezirk Dorneck des Kantons Solothurn in der Schweiz.

## Geographie
Bättwil liegt auf 360 m ü. M., 10 km südwestlich der Stadt Basel (Luftlinie). Das ehemalige Strassenzeilendorf erstreckt sich in einer Exklave des Kantons Solothurn in der Talmulde des Haugrabens am Juranordfuss, im hinteren Leimental, nahe der Grenze zu Frankreich.
Mit einer Fläche von 1,7 km² ist Bättwil die kleinste Gemeinde im Bezirk Dorneck. Das Gemeindegebiet umfasst einen kleinen Abschnitt am Juranordfuss. Naturräumlich liegt Bättwil im Übergangsbereich von der leicht gewellten Landschaft des Sundgauer Hügellandes zu den gefalteten mesozoischen Gesteinsschichten des nördlichen Juras. Das Gemeindegebiet wird von Westen nach Osten vom Haugraben in einem breiten Muldental durchflossen. Dieses Tal wird im Norden durch den rund 20 m höher reichenden Rücken der Egg vom eigentlichen Leimental getrennt. Die Egg bildet auf weite Strecken die Nordgrenze; nur in einem schmalen Zipfel reicht das Gebiet nordwärts bis fast an den Birsig hinunter.
Nach Süden erstreckt sich der Gemeindeboden über den steilen Waldhang des Bättwilerberges bis fast auf das Chöpfli (geologisch eine der Blauenkette vorgelagerte Antiklinale), auf dem mit 530 m ü. M. der höchste Punkt von Bättwil erreicht wird. Im Westen reicht der Gemeindebann bis zur Engstelle, an welcher der Binnbach aus der Klus von Flüh zwischen Landskron und Chöpfli in das leicht gewellte Hügelland hinaustritt. Von der Gemeindefläche entfielen 2014 27 % auf Siedlungen, 19 % auf Wald und Gehölze und 54 % auf Landwirtschaft.
Nachbargemeinden von Bättwil sind Hofstetten-Flüh und Witterswil im Kanton Solothurn, Biel-Benken im Kanton Basel-Landschaft sowie Leymen im angrenzenden Frankreich.

## Bevölkerung
Mit 1191 Einwohnern (Stand 31. Dezember 2023) gehört Bättwil zu den mittelgrossen Gemeinden des Kantons Solothurn. Von den Bewohnern sind 89,9 % deutschsprachig, 2,8 % englischsprachig und 2,4 % sprechen Italienisch (Stand 2000). Die Bevölkerungszahl von Bättwil belief sich 1850 auf 135 Einwohner, 1900 auf 234 Einwohner. Im Verlauf des 20. Jahrhunderts nahm die Bevölkerung bis 1970 nur sehr langsam auf 286 Personen zu. Danach setzte ein sehr rasches Wachstum ein, was zu einer Vervierfachung der Einwohnerzahl innerhalb von 35 Jahren führte (1990 wurden erst 545 Einwohner gezählt). Das Siedlungs- und Gewerbegebiet von Bättwil ist heute nahezu lückenlos mit denjenigen von Witterswil und Flüh zusammengewachsen.

## Wirtschaft
Bättwil war bis in die zweite Hälfte des 20. Jahrhunderts ein vorwiegend durch die Landwirtschaft geprägtes Dorf. Heute haben der Ackerbau, der Obstbau (überwiegend Kirschbäume) und die Viehzucht nur noch einen geringen Stellenwert in der Erwerbsstruktur der Bevölkerung. Weitere Arbeitsplätze sind im lokalen Kleingewerbe und im Dienstleistungssektor vorhanden. In Bättwil haben sich seit den 1970er Jahren verschiedene Betriebe des Bau- und Transportgewerbes, des Maschinen- und Apparatebaus und eine Metallwarenfabrik niedergelassen. Die Gemeinde ist seit 1975 Standort des Oberstufenzentrums Leimental OZL (Hauptstrasse 74), anfänglich Kreisschule genannt. In den letzten Jahrzehnten hat sich das Dorf zu einer Wohngemeinde entwickelt. Viele Erwerbstätige sind deshalb Wegpendler, die hauptsächlich in der Region Basel arbeiten.

## Verkehr
Die Gemeinde ist verkehrsmässig gut erschlossen. Der nächste Anschluss an die Autobahn N18 in Aesch BL befindet sich rund 7 km von Bättwil entfernt. Durch die Tramlinie 10 der Baselland Transport AG (BLT), welche die Strecke von Basel nach Rodersdorf bedient, ist Bättwil an das Netz des öffentlichen Verkehrs angebunden.

## Geschichte
Funde aus der Römerzeit weisen darauf hin, dass bereits die Römer auf dem Gemeindegebiet von Bättwil anwesend waren; es wurden jedoch keine eigentlichen Siedlungsspuren entdeckt. Die urkundlichen Erwähnungen erfolgen ab 1245 als Betwilre und Betwilr und schliesslich 1506 Bätwyl. Der Ortsname geht auf den althochdeutschen Personennamen Betto zurück und bedeutet bei den Höfen des Betto. Siedlungsnamen mit dem Grundwort –wil deuten auf fränkisch-merowingischen Einfluss (6.–8. Jahrhundert), wobei die Gegend von Bättwil natürlich schon viel früher besiedelt war.
Im Mittelalter unterstand Bättwil dem Kloster Reichenau. Später lag die hohe Gerichtsbarkeit beim Bischof von Basel, während die niedere Gerichtsbarkeit durch die Grafen von Thierstein ausgeübt wurde. Im Jahr 1522 beanspruchte Solothurn aus dem Erbe der Thiersteiner unter anderem zwei Drittel der Ortsherrschaft und erwarb fünf Jahre später auch den restlichen Drittel. Bättwil wurde in der Folge der Vogtei Dorneck und dem Gerichtskreis Leimental zugeordnet. Nach dem Zusammenbruch des Ancien Régime (1798) gehörte das Dorf während der Helvetik zum Distrikt Dornach und ab 1803 zum Bezirk Dorneck. Ende des 20. Jahrhunderts kam die erneute Idee einer Fusion von Bättwil mit der Nachbargemeinde Witterswil auf, die aber zu diesem Zeitpunkt vorerst nicht weiterverfolgt wurde. Seit Sommer 2014 wurde die Fusion mit der Nachbargemeinde Witterswil konkret geprüft. Nach der Ablehnung am 17. September 2015 durch die Gemeindeversammlung Witterswil wurde das Projekt nicht weiter verfolgt.

## Sehenswürdigkeiten
Die Kapelle Sankt Martin (bis 1791 Herz-Jesu) wurde 1744 erbaut und 1850 erweitert. Bättwil war Teil der Pfarrei Leymen–Weisskirch bis zur Errichtung der selbständigen Pfarrei Witterswil–Bättwil 1808. Die Mühle von Bättwil stammt aus dem 15. Jahrhundert; sie wurde nach einem Brand 1976 in der originalen Form wieder aufgebaut. Entlang der Hauptstrasse stehen der ehemalige Gasthof Krone datiert am Kellerportal 1600 (Schulgasse 2) und die alte Post (Hauptstrasse 8) sowie eine Reihe charakteristischer Bauernhäuser aus dem 16. und 17. Jahrhundert.

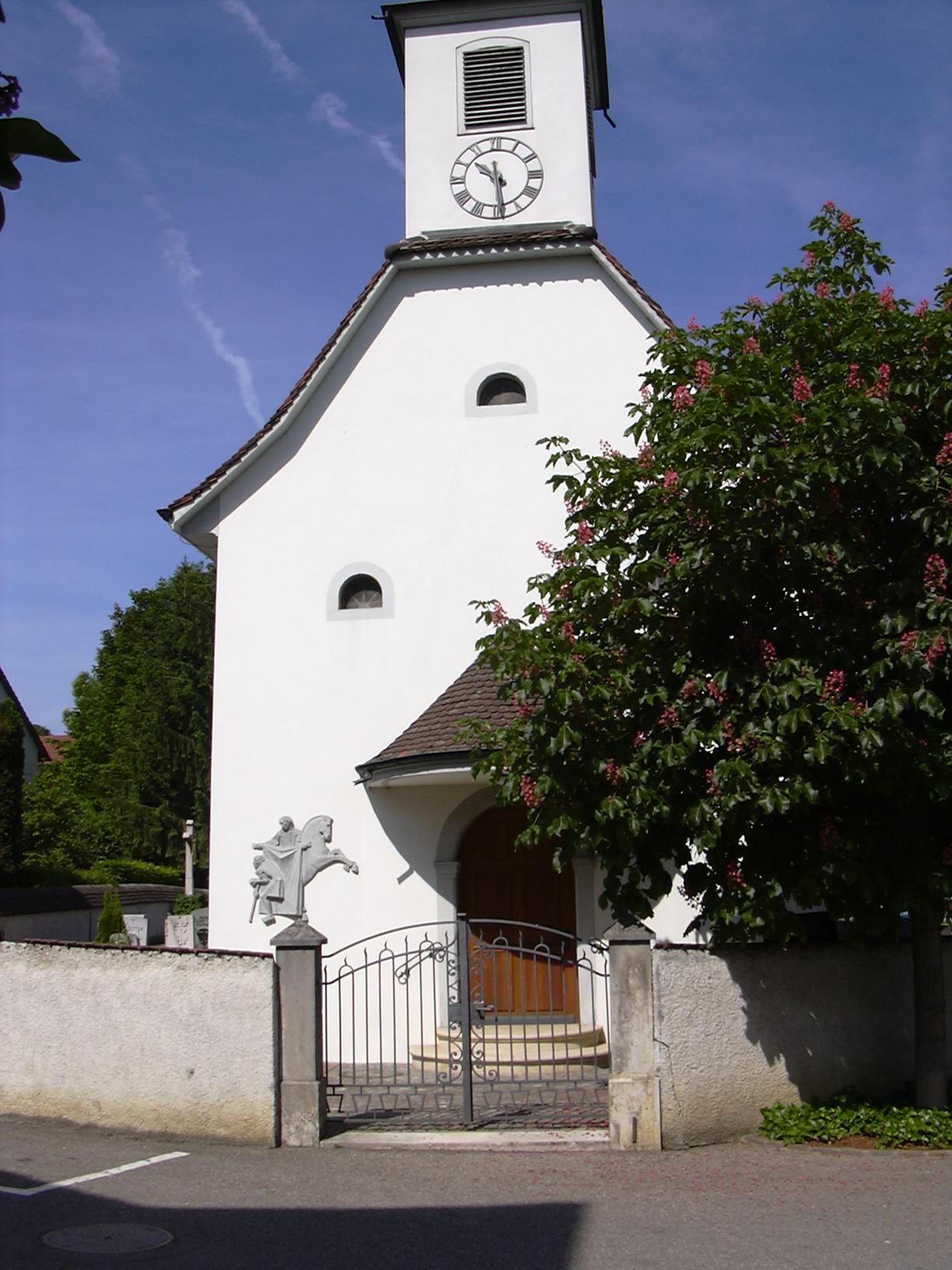
Kapelle St. Martin
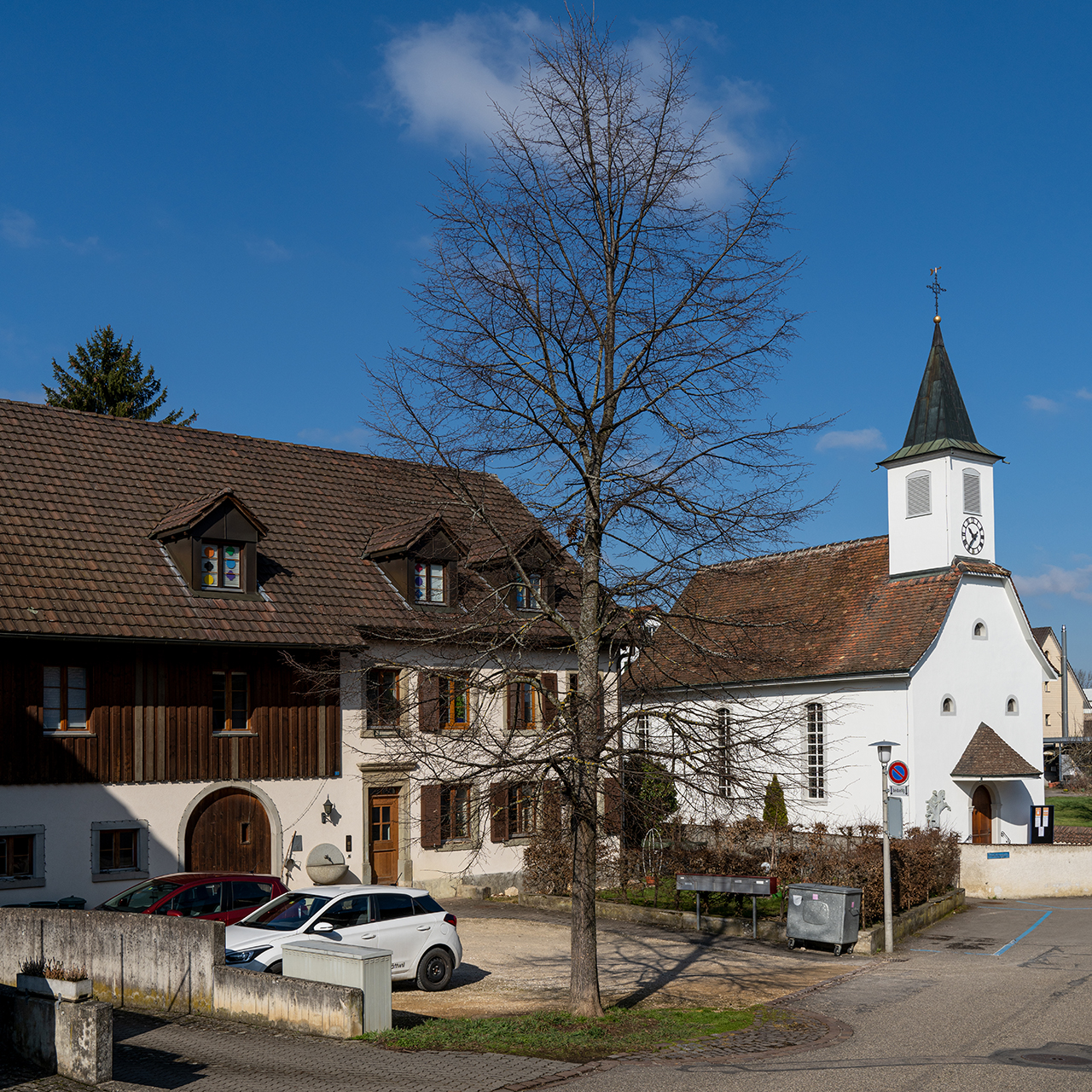
Kapelle St. Martin
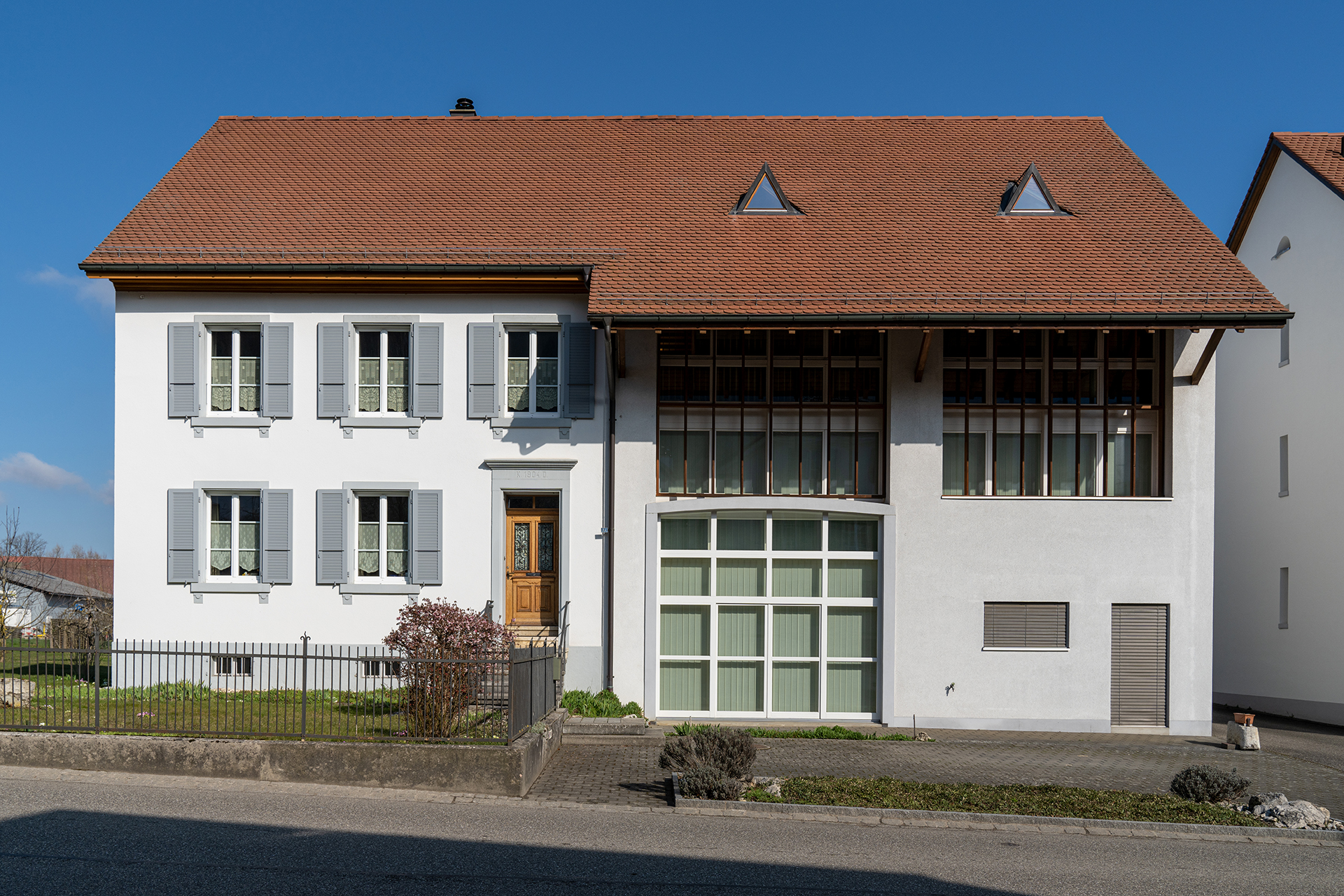
Umgebautes Mehrzweck- gebäude von 1904 (Hauptstrasse 34)
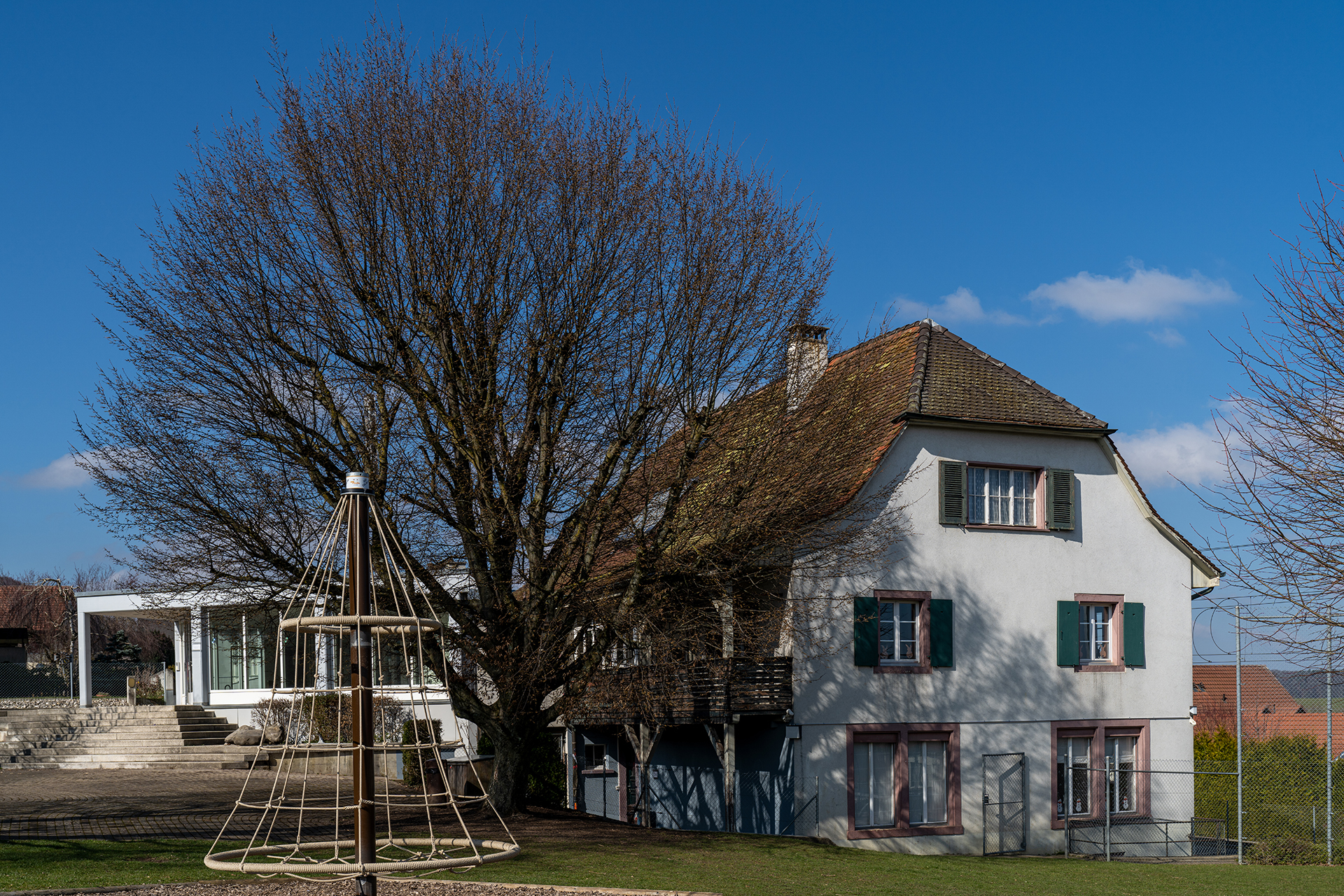
Altes Schulhaus (Bahnweg 10)
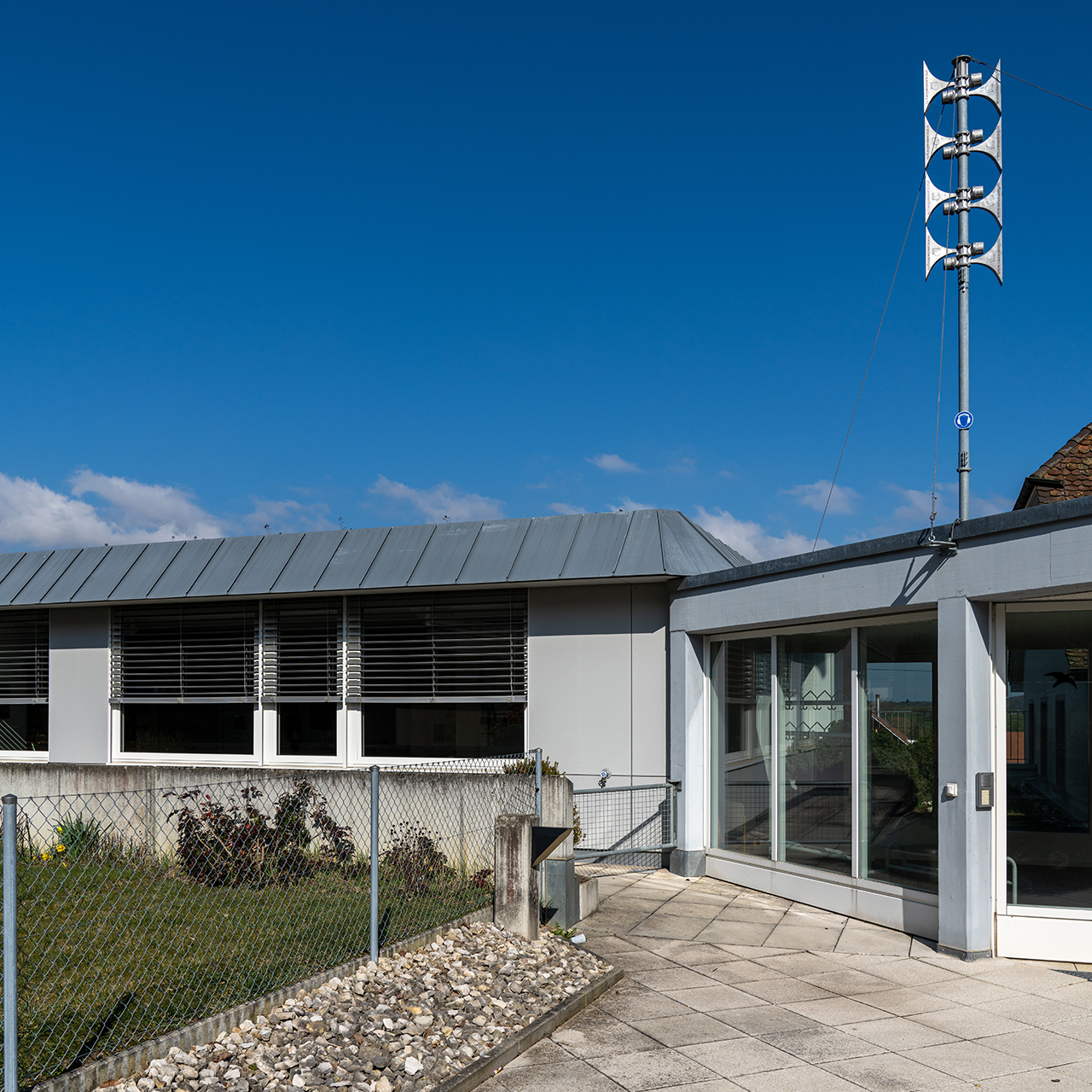
Gemeindeverwaltung
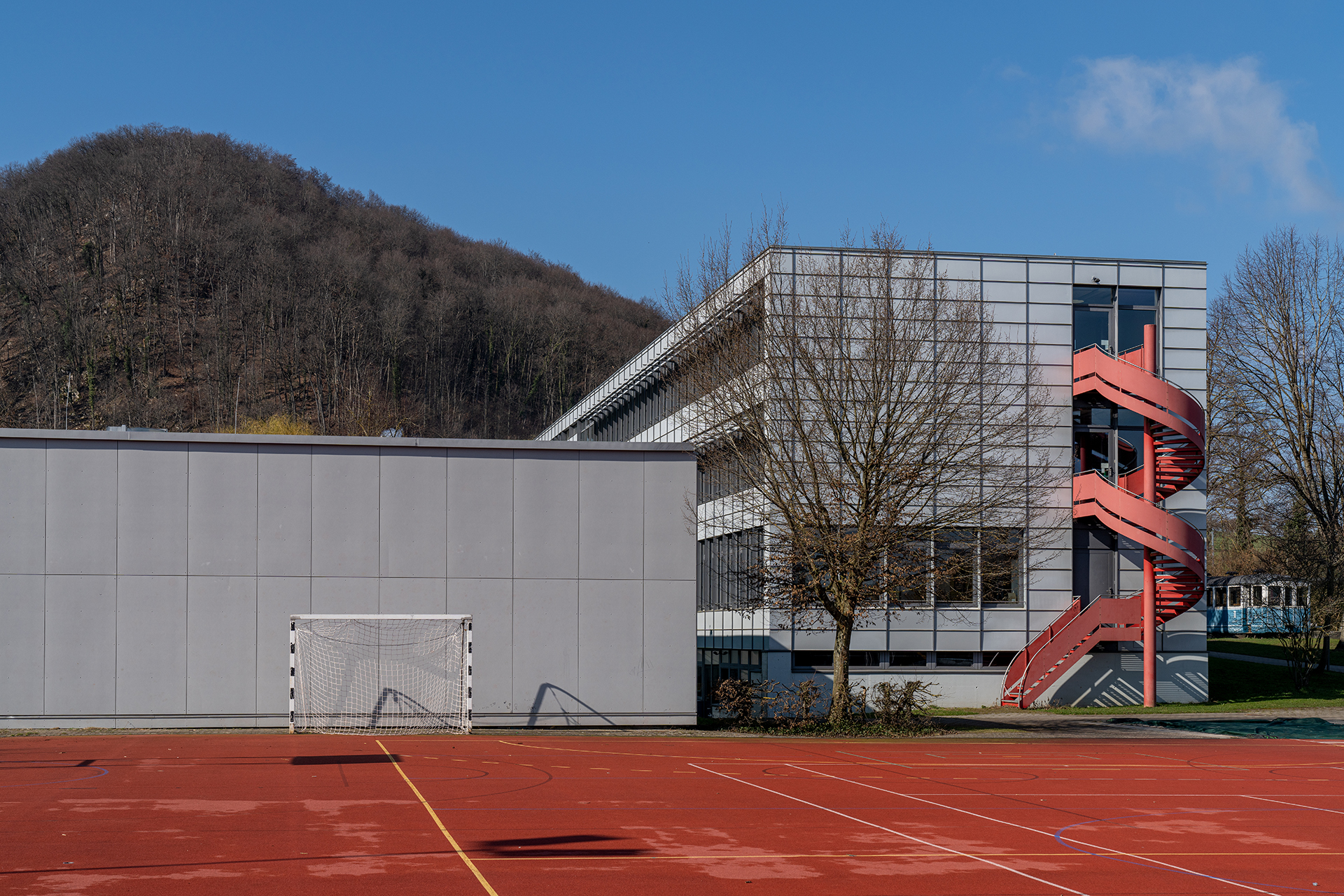
Oberstufenzentrum Leimental

## Wappen
Blasonierung
Geteilt in Rot und Silber, belegt mit rechtsgewendetem Baselstab in verwechselten Farben.